# پارلمان آفریقای جنوبی
پارلمان آفریقای جنوبی نهاد قانونگذاری و قوه مقننه در آفریقای جنوبی است. بر اساس قانون اساسی آفریقای جنوبی، قوه مقننه در نظام سیاسی این کشور دو مجلسی است و از مجلس ملی و شورای ملی استان‌ها تشکیل شده‌است. بیست و هفتمین دوره پارلمان از ۲۲ مه ۲۰۱۹ آغاز به کار کرد.
از سال ۱۹۱۰ تا ۱۹۹۴، اعضای پارلمان عمدتاً توسط اقلیت سفیدپوست آفریقای جنوبی انتخاب می‌شدند. اولین انتخابات سراسری با مشارکت عمومی در سال ۱۹۹۴ برگزار شد.